# ایالت بنوئه
ایالت بنوئه (به لاتین: Benué (state)) یک ایالت در نیجریه است که ۳۴٬۰۵۹ کیلومترمربع مساحت و ۲٬۷۸۰٬۳۹۸ نفر جمعیت دارد.